# Phrurolithidae
Phrurolithidae zijn een familie van spinnen bestaande uit 25 geslachten.

## Geslachten
De volgende geslachten zijn bij de familie ingedeeld:
- Abdosetae Fu, Zhang & MacDermott, 2010
- Aculithus Liu & S. Q. Li, 2022
- Alboculus Liu, 2020
- Beatitas Mu & Zhang, 2023
- Bosselaerius Zamani & Marusik, 2020
- Corealithus Kamura, 2021
- Dorymetaecus Rainbow, 1920
- Edelithus Liu & Li, 2022
- Grandilithus Liu & S. Q. Li, 2022
- Labialithus Kamura, 2021
- Lingulatus Mu & Zhang, 2022
- Liophrurillus Wunderlich, 1992
- Lunalithus Kamura, 2022
- Otacilia Thorell, 1897
- Pennalithus Kamura, 2021
- Phonotimpus Gertsch & Davis, 1940
- Phrurolinillus Wunderlich, 1995
- Phrurolithus C. L. Koch, 1839
- Phrurotimpus Chamberlin & Ivie, 1935
- Piabuna Chamberlin & Ivie, 1933
- Plynnon Deeleman-Reinhold, 2001
- Punctus Mu & Zhang, 2023
- Scotinella Banks, 1911
- Xiaoliguang Lin & Li, 2023
- Xilithus Liu & Li, 2023